# Пеличанети (Терамо)
Пеличанети (итал. Pellicianetti) је насеље у Италији у округу Терамо, региону Абруцо.
Према процени из 2011. у насељу је живело 19 становника. Насеље се налази на надморској висини од 434 м.